# آرمان نشانیان
آرمان نشانیان (ارمنی: Արման Նշանյան؛ زاده ۱۲ اوت ۱۹۷۸) یک خواننده اپرا با صوت تنور و بازیگر اهل ارمنستان است. وی از سال میلادی تاکنون مشغول فعالیت بوده است.

## زندگی‌نامه
وی در ۱۲ اوت ۱۹۷۸ در ایروان به دنیا آمد. والدین وی ژان پی‌یر نشانیان و شاکه توخمانیان نام دارند. نشانیان در سال ۱۹۸۰ به لوس آنجلس نقل مکان نمود. وی در سال ۲۰۱۲ میلادی از کنسرواتوار دولتی کومیتاس ایروان فارغ‌التحصیل شد.

## گزیده فیلمشناسی
از فیلم‌ها یا برنامه‌های تلویزیونی که وی در آن نقش داشته‌است می‌توان به پادشاهان باستان  اشاره کرد.  

## جستارهای ویژه
- فهرست خوانندگان ارمنی
- فهرست بازیگران ارمنی